# Greg Christian
Greg Christian (Pleasanton, Kalifornija, 29. travnja 1966.) je američki heavy metal basist najpoznatiji kao basist američkog thrash metal sastava Testament. 
Christian bio je jedan od izvornih članovi sastava. Svirao je s Testament sve do 1996. godine. Godine 2004. se vratio u sastav no u siječnju 2014. ga ponovno napušta. Danas svira u sastavima Trauma, Hand of Fire i Trinity Fallen.

## Diskografija
Testament (1983. – 1996., 2004. – 2014.)
- The Legacy (1987.)
- The New Order (1988.)
- Practice What You Preach (1989.)
- Souls of Black (1990.)
- The Ritual (1992.)
- Low (1994.)
- The Formation of Damnation (2008.)
- Dark Roots of Earth (2012.)